# Insenatura di Larsen
L'insenatura di Larsen (in inglese Larsen Inlet) è un'insenatura lunga circa 20 km e larga 12, situata sulla costa di Nordenskjöld, nella parte orientale della Terra di Graham, in Antartide. 
L'insenatura, che si estende fra capo Longing e capo Sobral, è stata ricoperta dalla piattaforma glaciale Larsen A fino alla disintegrazione di quest'ultima, avvenuta nel 1995. 

## Storia
Carl Anton Larsen, il capitano della baleniera norvegese Jason, raccontò di una grande baia da lui avvistata in quest'area nel 1893 nel corso della prima spedizione antartica norvegese (1892-83) e così, nel 1902, il suo nome fu proposto da Edwin Swift Balch per il toponimo da dare a questa formazione. L'insenatura fu in seguito esplorata e mappata più dettagliatamente nel 1947 dal British Antarctic Survey, che all'epoca si chiamava ancora Falkland Islands and Dependencies Survey (FIDS).